# Xixoio
XIXOIO a.s. je společnost založená v srpnu 2018 podnikatelem Richardem Watzkem přes jeho firmu XIXOIO Ltd. se sídlem v Londýně. Společnost se zabývá obchodem s virtuálními tokeny. Celý projekt stojí na myšlence, že si klienti koupí tzv. digitální tokeny, čímž financují firmy, nákup nemovitostí i movitých věcí výměnou za podíl na jejich budoucím zisku.
V prosinci 2023 policie v kauze společnosti Xixoio zahájila trestní stíhání dvou lidí a jedné firmy za podvod se škodu způsobenou klientům ve výši nejméně 353 milionů korun. Jedním z obviněných je zakladatel společnosti Richard Watzke. Obviněným hrozí až 10 let vězení. Ještě na počátku roku 2025 však v souvislosti s podnikáním firmy nebyl nikdo obžalován a společnost po dvou letech útlumu plánovala opětovný rozjezd obchodování s tokeny.

## Princip fungování
Společnost se emisí tokenů XIX snažila vytvořit celý digitální finanční ekosystém, jehož součástí by mimo jiné byla i burza, na kterou by si firmy mohly přijít pro finance na svůj byznys. Minimální prvotní investice byla ve výši 10 000 Kč. Tokeny bylo možné pouze koupit. Cílem tedy údajně měla být alternativa k burzovnímu či bankovnímu financování pro firmy, které měly přes systém od Xixoio vydávat své virtuální tokeny, jakousi alternativu k akcii.
Podle policie společnost o průběhu projektu a jeho výsledcích své investory záměrně nepravdivě informovala a vytvářela dojem úspěšného budování ekosystému Xixoio a růstu hodnoty tokenu XIX, když finanční prostředky od investorů byly používány zejména na nákladný provoz společnosti, provize a pro osobní spotřebu vedoucích osob.

## Kontroverze a kritika
Na podzim roku 2021 firma zahájila masivní mediální kampaň ve snaze nalákat drobné investory a slibovala v ní zhodnocení tokenů řádově o stovky procent. Takovou informaci nebylo možné ověřit, jelikož tokeny XIX nebyly obchodovány na burze a v obchodních podmínkách firma žádný zisk nebo možnost odprodeje tokenů za původní cenu negarantovala. Česká národní banka vydala prohlášení, v kterém upozornila veřejnost, že firma XIXOIO nepodléhá jejím regulacím. Ministerstvo financí varovalo v obecné rovině před možnými riziky investičních tokenů, aniž by hovořilo o konkrétních firmách. Kritici z řad novinářů a odborníků také zmínili v souvislosti s firmou tzv. Ponziho schéma. Proti této kritice se ohradil investor a bývalý ředitel Komerční banky Radovan Vávra, který konstatoval, že Xixoio „zcela určitě pyramidová hra není“.
Dne 29. listopadu 2022 zasahovali policisté z Národní centrály proti organizovanému zločinu v sídle společnosti a prováděli domovní prohlídky. Richarda Watzkeho a šéfa představenstva Henryho Ertnera policie zadržela a podezřívá je z podvodu a praní peněz s údajnou škodou sahající k půl miliardě korun. Policie společnost podezírá, že za získané peníze od investorů nic nevyvíjí a navíc tyto peníze investuje do kryptoaktiv. Společnost Xixoio však tato tvrzení odmítá. Oba představitelé společnosti Xixoio byli následující den propuštěni na svobodu, šetření pokračovalo.
Počátkem roku 2023 společnost v neveřejném prohlášení pro svou komunitu uvedla, že emise Xixoio je nově regulována lichtenštejnským regulátorem FMA prostřednictvím údajné společnosti Blockchain Genesis AG. Tato firma měla splnit požadavky tamního blockchainového zákona. Žádná taková společnost však v lichtenštejnském obchodním rejstříku registrována není, nenachází se ani v seznamech FMA.
V prosinci 2023 policie v kauze zahájila trestní stíhání dvou lidí a jedné firmy za podvod se škodu způsobenou 2931 klientům ve výši nejméně 353 milionů korun. Jedním z obviněných je zakladatel společnosti Richard Watzke. Obviněným hrozí až 10 let vězení.

## Dozorčí rada
V dozorčí radě společnosti se vystřídalo několik veřejně známých osobností ze světa vysokých financí, politiky i kultury. V dozorčí radě společnosti tak během posledních 3 let figuroval předseda představenstva PPF Group N.V. Aleš Minx, herec Jaroslav Dušek, bývalá ministryně informatiky Dana Bérová, bývalý dlouholetý finanční ředitel KKCG Miloslav Vyhnal a kolínský podnikatel Jiří Machalický.